# Buio (film)
Buio è un film italiano del 2019 diretto da Emanuela Rossi.

## Trama
Stella, Luce ed Aria sono tre sorelle che vivono rinchiuse in una casa dopo la morte della loro madre. A volere ciò è il padre, l’unico della famiglia che può uscire da quelle mura per cercare del cibo in una realtà, a detta sua, apocalittica, in un mondo dove due terzi dell’umanità si è estinta e che solo gli uomini possono resistere ai raggi solari. Le tre sorelle iniziano a domandarsi come sia la situazione esterna e Stella, la più grande, ne approfitta quando il padre non rincasa ormai da giorni. Al suo ritorno improvviso, però, le tre sorelle si scagliano contro di lui.

## Distribuzione
Il film è stato presentato al Roma Film Festival ed al Tallinn Black Nights Film Festival rispettivamente ad ottobre e novembre 2019. A marzo 2020 è stato distribuito all'Univerciné Cinéma Italien e, nel maggio seguente, al Lucca Film Festival.
Dal 7 maggio il film è disponibile in streaming sul sito Mymovies ad un prezzo di 4,90 euro.